# اندی گری (بازیکن فوتبال، زاده ۱۹۷۳)
اندی گری (انگلیسی: Andy Gray؛ زادهٔ ۲۵ اکتبر ۱۹۷۳) بازیکن فوتبال اهل بریتانیا است.
از باشگاه‌هایی که در آن بازی کرده‌است می‌توان به باشگاه فوتبال ردینگ، باشگاه فوتبال هنلی تاون، باشگاه فوتبال سلو تاون، باشگاه فوتبال انفیلد ۱۸۹۳ و باشگاه فوتبال لیتون اورینت اشاره کرد.